# Massiv
Wasiem Taha (geboren op 9 november 1982 in Pirmasens, Duitsland), beter bekend als Massiv, is een Duitse rapper, Twitch-streamer, YouTuber en acteur. Hij begon zijn carrière in 2004 onder de artiestennaam Pitbull, maar veranderde het in 2005 of 2006 naar Massiv (Duits voor ‘massief’). Beide artiestennamen zijn gebaseerd op zijn massieve physique, wat zijn signature is. Sinds 2022 streamt hij op de gaming-streaming-platform Twitch onder de naam MASSIV_65, en zet daarna de streams in zijn YouTube-serie genaamd MASSIV ON AIR. Zijn streams zijn een soort podcasts, waarin hij muzikale, culturele en maatschappelijke thema’s behandelt. Hij is maatschappijkritisch en heeft voornamelijk kritiek op de Israël die naar zijn mening niet acht op de kinderlevens in Gaza. Massiv is zelf van Palestijnse afkomst.

## Biografie
Massiv is een zoon van Libanese immigranten van Palestijnse afkomst. Hij is geboren en opgegroeid in het nogal armoedige Pirmasens, maar had de ambitie om rapper te worden, en verhuisde op 22-jarige leeftijd naar Berlijn, het hart van de Duitse rapscene, en nam zijn ouders mee. Hij veranderde zijn artiestennaam van Pitbull naar Massiv, wat goed overeenkwam met zijn massieve fysiek. Dit was de creatie van een charismatische persoonlijkheid in de Duitse rapscene. Alhoewel hij op muzikaal vlak niet de meest geliefde rapper is, is hij wel een erg geliefd persoon in de scene. Dit leidde tot een rol in de Duitse televisieserie 4 Blocks. Zijn personage Latif werd een tweede persoonlijkheid voor hem, waarmee hij ook rapliedjes heeft gemaakt. Ook is hij begonnen met streamen op het steaming-platform Twitch. In zijn streams praat hij onder andere over de Amerikaanse rapscene, de Duitse rapscene, de Duitse politiek en de Midden-Oosterse politiek.

## Stijl van muziek
Massiv maakt Duitstalige gangsterrap.

## Discografie
Albums
- 2004 Pittbull - Zahltag
- 2006 Massiv - Blut gegen Blut
- 2008 Massiv - Ein Mann ein Wort
- 2009 Massiv - Meine Zeit
- 2009 Massiv - Der Ghettotraum in Handarbeit
- 2011 Massiv - Blut gegen Blut 2
- 2011 Massiv - Eine Kugel reicht nicht

Mixtapes
- 2006 MC Basstard & Massiv - Horrorkore Mixtape Teil 1

Disstracks
- 2006 Stellungnahme (gegen Snaga, Pillath, Manuellsen)
- 2007 Die Antwort (gegen Snaga, Pillath, Manuellsen, Abusex)
- 2007 Opferfest (gegen Shok Muzik)

Videografie
- 2006 Massiv feat. MC Basstard // M.A.S.S.I.V. // Ghettolied // Blut gegen Blut (Mixvideo)
- 2006 Ghettolied (Beathoavenz Remix)
- 2007 Wenn Der Mond In Mein Ghetto Kracht